# Memphis wellingi
Espèce
Memphis wellingi est une espèce d'insectes lépidoptères (papillons) de la famille des Nymphalidae, de la sous-famille des Charaxinae et du genre Memphis.

## Dénomination
L'espèce Memphis wellingi a été décrite par Lee Miller (d) et Jacqueline Miller (d) en 1976 sous le protonyme de Anea (Memphis) wellingi.

### Noms vernaculaires
Memphis wellingi se nomme Welling's Leafwing en anglais.

### Étymologie
Son nom spécifique, wellingi, lui a été donné en l'honneur d'Eduardo C. Welling de Mérida dans le Yucatán (Mexique) qui l'a découvert.

## Description
Memphis wellingi est un papillon aux ailes antérieures à bord externe concave. Son envergure varie de 31,6 à 33 mm.
Le dessus est bleu clair métallisé barré de bleu marine foncé aux ailes antérieures.
Le revers est marron clair orangé et simule une feuille morte.

## Écologie et distribution
Memphis wellingi est présent au Mexique.

### Protection
Pas de statut de protection particulier.

## Publication originale
- (en) L. Miller et J.Y. Miller, « Notes on Mexican Charaxinae (Nymphalidae) », Bulletin of the Allyn Museum, Gainesville, Floride, no 41,‎ 10 novembre 1976, p. 1-13 (ISSN 0097-3211, lire en ligne, consulté le 15 janvier 2021).